# Benjamin Jowett
Benjamin Jowett, född 15 april 1817, död 1 oktober 1893, var en brittisk klassisk filolog.
Jowett blev 1842 lärare, 1855 professor i grekiska, 1870 föreståndare vid Balliol College i Oxford och var 1882–1886 universitetets vicekansler. Han blev till sist 
en medelpunkt för hela det intellektuella livet i Oxford och verkade energiskt för detta lärosätes utveckling. Jowetts kommentarer över Pauli brev (2 band, 1855, ny upplaga 1859) utsatte honom från högkyrkligt håll för beskyllningar för kätteri. Hans översättningar av Platons dialoger (1871, 3:e upplagan i 5 band 1892, omtryckt 1924) har ansetts som ett mästerverk som i hög grad bidrog till den idealistiska renässansen inom brittisk filosofi. Jowett översatte även Thukydides (2 band, 1881) och Aristoteles Politik (2 band, 1885). I unga år påverkades han starkt av traktarianismen, men slöt sig sedan, under inflytande av Stanley, närmast till den bredkyrkliga riktningen. Jowett utövade på sina lärjungar, till vilka hörde många sedermera inom statslivet och universitetet i ledande ställningar verksamma män, ett starkt personligt och karaktärsdanande inflytande.